# Nachweisgesetz
Das deutsche Nachweisgesetz verpflichtet Arbeitgeber, die wesentlichen Bedingungen eines Arbeitsvertrages aufzuzeichnen, die Niederschrift zu unterzeichnen und dem Arbeitnehmer auszuhändigen. Das ist spätestens einen Monat nach Beginn des Arbeitsverhältnisses zu erledigen, wenn das Arbeitsverhältnis länger als einen Monat andauert. Dasselbe gilt, wenn wesentliche Vertragsbedingungen später geändert werden. Das Gesetz konkretisiert damit Verpflichtungen im Rahmen des Individualarbeitsrechts.
§ 2 NachwG nennt die in der Niederschrift mindestens zu dokumentierenden Inhalte. Hierzu gehören
- Namen und Anschrift der Vertragsparteien
- Zeitpunkt des Beginns der Beschäftigung
- bei einem befristeten Vertrag die geplante Dauer der Beschäftigung
- den Arbeitsort, bei wechselnden Orten einen Hinweis dazu
- eine Tätigkeitsbeschreibung
- die Höhe des Arbeitsentgelts einschließlich von Zuschlägen sowie Datum und Form der Auszahlung
- vereinbarte Arbeitszeit
- Dauer des jährlichen Erholungsurlaubs
- Kündigungsfristen und -verfahren
- bei vorhersehbaren Arbeitszeiten die übliche Arbeitszeiten; bei unvorhersehbaren Arbeitszeiten u. a. die Mindestankündigungsfrist hierfür
- Hinweis auf für dieses Arbeitsverhältnis geltende Tarifverträge, Betriebs- oder Dienstvereinbarungen.

Erfüllt der Arbeitgeber seine Verpflichtung nicht, ist der Arbeitsvertrag gleichwohl gültig zustande gekommen (deklaratorische Wirkung). Durch den Verstoß gegen die Nachweispflichten gerät der Arbeitgeber aber in Verzug und haftet dem Arbeitnehmer auf Ersatz des Verzugsschadens (vgl. § 280 BGB), z. B. dafür, dass der Arbeitnehmer aufgrund des fehlenden Hinweises auf einen geltenden Tarifvertrag eine Ausschlussfrist aus diesem Tarifvertrag versäumt hat und sein Anspruch dadurch verfallen ist. Ein nicht erbrachter Nachweis kann sich außerdem in einem Streitfall vor Gericht in der Weise zu Gunsten des Arbeitnehmers auswirken, dass diesem Beweiserleichterungen eingeräumt werden.
Durch das Nachweisgesetz wurde die europäische Richtlinie 91/533/EWG in deutsches Recht umgesetzt. Diese Richtlinie wurde zum 1. August 2022 durch die Richtlinie (EU) 2019/1152 ersetzt. Deren Umsetzung in deutsches Recht, ebenfalls zum 1. August 2022 erfolgt, ergab die Ergänzung des Nachweisgesetzes um mehrere wesentliche Punkte. Außerdem wurde eine Bußgeldvorschrift eingefügt (§ 4).